# بافلو زهربيلني
بافلو أرهيبوفيتش زاهريبلني (بالأوكرانية: Павло́ Архи́пович Загребе́льний)‏ أو (بالروسية: Павел Архипович Загребе́льный)‏ ; (25 أغسطس 1924 - 3 فبراير 2009) روائي سوفيتي وأوكراني.

## سيرة شخصية
تخرج من المدرسة الثانوية عام 1941. وفي نفس العام، عندما غزت ألمانيا الاتحاد السوفيتي، كان جندياً في الجيش الأحمر، وشارك في معركة كييف، وأصيب بجروح خطيرة. وبعد تعافيه، عاد إلى الخدمة مرة أخرى وأصيب بجرح خطير آخر في أغسطس 1942. وقبض عليه وظل في معسكر أسرى الحرب النازي حتى فبراير 1945.
بعد إطلاق سراحه، عمل في البعثة العسكرية السوفيتية في ألمانيا الغربية، ثم عمل كصحفي في مزرعة جماعية. وفي عام 1951، بدأ دراسة فقه اللغة في جامعة ولاية دنيبروبيتروفسك. تقلد عدة مناصب تحريرية. ولا سيما نائب رئيس تحرير المجلة الوطن [الأوكرانية] . وكان رئيس تحرير مجلة Literaturna Ukrayina من عام 1961 إلى عام 1963، وخلال تلك الفترة بدأ بكتابة الروايات.
من عام 1973 إلى عام 1986، شغل عدة مناصب في الاتحاد الوطني للكتاب في أوكرانيا، حصل على جائزة شيفتشينكو الوطنية عام 1974 وجائزة الدولة لاتحاد الجمهوريات الاشتراكية السوفيتية عام 1980. كما حصل على جائزة بطل أوكرانيا عن أعماله في 25 أغسطس 2004.

## أعماله
ومن أشهر رواياته، رواية روكسولانا (1980)، التي تدور حول حياة خرم سلطان، وهي فتاة روثينية من غاليسيا أصبحت زوجة للسلطان سليمان القانوني ولعبت دورًا بارزًا في الإمبراطورية العثمانية في القرن السادس عشر. تُرجمت كتبه إلى 23 لغة.

## روابط خارجية
- بافلو زهربيلني على موقع IMDb (الإنجليزية)